# Livio Bordoli
Livio Bordoli (31 augustus 1963) is een Italiaans/Zwitsers voormalig voetballer en coach die speelde als middenvelder.

## Carrière
Bordoli speelde voor FC Basel, AC Bellinzona, FC Chiasso en BSC Old Boys Basel.
Bordoli was coach van FC Locarno, FC Wohlen, FC Mendrisio, FC Chiasso, AC Bellinzona, FC Lugano, FC Aarau, Losone Sportiva en FC Winterthur.